# Атака на здание миссии ООН в Мазари-Шарифе
Атака на миссию ООН в городе Мазари-Шариф (Афганистан) имела место 1 апреля 2011 года.

## Предшествующие события
После того, как 20 марта 2010 года в штате Флорида американский пастор Уэйн Сапп публично сжёг Коран в присутствии другого пастора — Терри Джонс (который в 2010 году вызвал возмущение среди мусульман, заявив о намерении сжечь Коран в годовщину терактов 11 сентября 2001), в нескольких городах Афганистана начались акции протеста против сожжения Корана.

## Нападение на представительство ООН в Мазари-Шариф
В городе Мазари-Шариф во время пятничной молитвы муллы призывали начать акцию протеста с требованием ареста пастора Терри Джонса.
После пятничной молитвы у Голубой мечети на улицы вышло около четырёх тысяч человек.
С криками «Смерть США! Смерть Израилю!» протестующие окружили здание представительства ООН (operations centre for the UN Assistance Mission in Afghanistan), которое охраняли шесть непальских военнослужащих и афганские полицейские
В ходе акции 7—15 вооружённых людей, находившихся среди манифестантов, открыли огонь по охране и работникам учреждения ООН.
В результате, были убиты трое иностранных граждан — сотрудников ООН (гражданин Румынии, гражданин Швеции Joakim Dungel и военный советник — подполковник военно-воздушных сил Норвегии Siri Skare) и четверо непальских военнослужащих из состава миротворческого контингента ООН, осуществлявших охрану здания. Ещё один сотрудник ООН, гражданин России Павел Ершов был избит, но отпущен, поскольку владея языком дари смог убедить протестующих, что является мусульманином. Трое работавших на ООН афганцев уцелели, поскольку смешались с толпой протестующих.
В общей сложности, в ходе нападения на представительство ООН погибло не менее 14 человек, в том числе — четверо протестующих.
Здание представительства ООН было захвачено и сожжено протестующими.
Кроме того, протестующие сожгли автомашины, запаркованные у здания и забрали автоматы АК, которыми были вооружены охранники представительства ООН.

## Последующие события
После того, как порядок в городе был восстановлен, афганская полиция арестовала 27 человек, к 3 апреля 2011 количество арестованных увеличилось до 30.
Главный представитель ООН в Афганистане Стефан де Мистура направился в Мазари-Шариф, чтобы лично участвовать в расследовании происшествия.

## Международная реакция
- Генеральный секретарь ООН Пан Ги Мун назвал происшедшее в Мазари-Шарифе «возмутительным и трусливым нападением, которое не может быть оправдано ни при каких обстоятельствах».[9]
- генеральный секретарь НАТО Андерс Фог Расмуссен заявил, что «нападавшие показали ужасающее пренебрежение к тому, что ООН и все международное сообщество пытаются сделать на благо афганцев»[1].